# Dichlorofluorométhane
Le dichlorofluorométhane CHCl2F, également appelé Fréon 21, Halon 112 ou R21 selon la liste de réfrigérants, est un hydrochlorofluorocarbure (HCFC).

## Applications industrielles
Principales applications du dichlorofluorométhane avant l'interdiction d'emploi
- Ancien réfrigérant
- Agent propulseur
- Pesticide
- Agent d'extinction.

À cause de son impact sur les mécanismes de destruction de la couche d'ozone, depuis 2004, la production et la consommation de dichlorofluorométhane (R21) a été réduite à 15 % de son niveau de 1989 (Protocole de Montréal : L'accord international pour la protection de la couche d'ozone stratosphérique).

## Propriétés
- Gazeux dans les conditions atmosphériques
- Incolore
- ininflammable
- Odeur : légèrement éthérée
- Ce fluide appartient a la famille des hydrochlorofluorocarbures (HCFC)

Masse molaire
- Poids moléculaire  : 102,92 g/mol

Phase liquide
- Masse volumique de la phase liquide (1,013 bar au point d'ébullition) :  kg/m³
- Equivalent gaz/liquide (1,013 bar et 15 °C) :  vol/vol
- Point d'ébullition (1,013 bar) : 8,9 °C
- Chaleur latente de vaporisation (1,013 bar au point d'ébullition) : 25,2 kJ/kg

Point critique
- Température critique  : 179 °C
- Pression critique  : 51,7 bar

Phase gazeuse
- Masse volumique du gaz (1,013 bar au point d'ébullition) :  kg/m³
- Masse volumique de la phase gazeuse (1,013 bar et 21 °C) : 3,82 kg·m-3
- Facteur de compressibilité (Z) (1,013 bar et 15 °C) :
- Densité (air = 1) (1,013 bar et 21 °C) : 3,82
- Volume spécifique (1,013 bar et 21 °C) : 0,218 m³/kg
- Chaleur spécifique à pression constante (Cp) (1,013 bar et 30 °C) :  kJ/(mole.K)
- Chaleur spécifique à volume constant (Cv) (1,013 bar et 30 °C) :  kJ/(mole.K)
- Rapport des chaleurs spécifiques (Gamma:Cp/Cv) (1,013 bar et 30 °C) :
- Viscosité (1,013 bar et 0 °C) :  Poise
- Conductivité thermique (1,013 bar et 0 °C) :  mW/(m.K)

Autres données
- ODP (Ozone Destruction Power) : 0,040
- GWP (Global Warming Potential) :